# Гаспар, Эдуардо Сезар
Эдуардо Сезар Дауде Гаспар (порт. Eduardo César Daude Gaspar; род. 16 мая 1978, Сан-Паулу), более известный под именем Эду (порт. Edu) — бразильский футболист, игравший за сборную Бразилии.

## Карьера
Эду начал карьеру в клубе «Коринтианс» в 1998 году, в те годы клуб был одним из сильнейших в Бразилии, а потому Эду дважды, в 1998 и 1999 годах выигрывал чемпионат Бразилии, а в 2000 году победил на клубном чемпионате мира. После этого турнира, Эду подписал контракт с лондонским «Арсеналом», однако сделка сорвалась из-за португальского паспорта Эду, который оказался поддельным. Лишь спустя несколько месяцев, Эду смог получить паспорт гражданина ЕС, благодаря итальянским корням его отца. 16 января 2001 года Эду всё же стал игроком «Арсенала», который заплатил за трансфер бразильца 9 млн евро.
Однако дебют в официальной игре Эду в составе «канониров» затянулся, из-за трагедии в семье футболиста: родная сестра Эду погибла в автомобильной катастрофе. Впервые в матче «Арсенала» Эду вышел против «Лестер Сити» и здесь игрока подстерегло несчастье, уже через 15 минут после выхода на поле, Эду получил травму и был вынужден замениться, долго восстанавливался, и, в результате, провёл за сезон лишь 4 игры. Первые два сезона вообще стали неудачными для бразильца, из-за этого он не попал в состав сборной Бразилии, которая поехала на чемпионат мира и выиграла его.
В сезоне 2003/04 Эду уже стал твёрдым игроком основы «Арсенала», благодаря доверию Арсена Венгера, верившего в футболиста. В том же сезоне начали поговаривать о возможности того, чтобы Эду принял английское подданство, однако идее газетчиков не суждено было сбыться: 28 апреля 2004 года он вышел после перерыва в товарищеском матче сборной Бразилии с командой Венгрии, и в том же году поехал на Кубок Америки, где бразильцы стали лучшей командой континента.
По окончании сезона 2004/05 контракт Эду с «Арсеналом» закончился, ещё в середине сезона Эду попытался купить клуб «Валенсия», однако не смог удовлетворить финансовые «аппетиты» «канониров». У бразильца была масса предложений — «Ювентус», «Милан», «Барселона», однако Эду предпочёл «Валенсию», с которой подписал контракт 30 мая на 5 лет.
На предсезонном сборе с «Валенсией» Эду получил травму и почти весь сезон провёл в «лазарете» команды, а дебютировал за клуб лишь 4 апреля 2006 года с «Кадисом». Эта травма лишила игрока и второго в его жизни чемпионата мира. Эти травмы привели к тому, что Эду очень редко выходил на поле за валенсианскую команду.
Весной 2009 года Эду выразил желание перейти в родную для себя команду, «Коринтианс», что и было сделано.

## Достижения
- Чемпион Бразилии: 1998, 1999
- Чемпион мира среди клубов: 2000
- Чемпион Англии: 2001/02, 2003/04
- Обладатель кубка Англии: 2001/02, 2002/03, 2004/05
- Обладатель суперкубка Англии: 2002, 2004
- Обладатель кубка Америки: 2004
- Обладатель кубка конфедераций: 2005
- Обладатель кубка Испании: 2007/08